# Ephesia chekiangensis
Ephesia chekiangensis är en fjärilsart som beskrevs av Clayton Dissinger Mell 1933. Ephesia chekiangensis ingår i släktet Ephesia och familjen nattflyn. Inga underarter finns listade i Catalogue of Life.